# بورول (نبراسکا)
بورول(به انگلیسی: Burwell) شهری در ایالت نبراسکا کشور ایالات متحده آمریکا است که جمعیت آن در سرشماری سال ۲۰۱۰ میلادی، ۱٬۲۱۰ نفر بوده‌است.